# Championnats d'Europe de char à voile 1974
Navigation
1973 1975
Les 12e championnats d'Europe de char à voile 1974, organisés par le pays hôte sous l'égide de la fédération internationale du char à voile, se sont déroulés à Lytham St Annes dans le Lancashire en Angleterre,.

## Podiums
| Épreuve  | Or                 | Argent         | Bronze           |
| Classe 1 | Bertrand Deflandre | Garry Benson   | Jeff Wood        |
| Classe 2 | John Healy         | Ian Megahy     | Benoît Demoury   |
| Classe 3 | Michel Morel       | Raoul Belanger | Alain Houtsaeger |

| Épreuve | Or           | Argent          | Bronze      |
| Femmes  | Vivian Ellis | Christine Laune | Helga Junge |

## Tableau des médailles par nation
| Rang | Nation      | Or | Argent | Bronze | Total |
| ---- | ----------- | -- | ------ | ------ | ----- |
| 1    | Royaume-Uni | 1  | 2      | 1      | 4     |
| 1    | France      | 1  | 1      | 1      | 3     |
| 1    | Belgique    | 1  | -      | 1      | 2     |

| Rang | Nation      | Or | Argent | Bronze | Total |
| ---- | ----------- | -- | ------ | ------ | ----- |
| 1    | Royaume-Uni | 1  | -      | -      | 1     |
| 2    | France      | -  | 1      | -      | 1     |
| 3    | Allemagne   | -  | -      | 1      | 1     |